# آنخل ادو
آنخل ادو (اسپانیایی: Ángel Edo‎؛ زادهٔ ۴ اوت ۱۹۷۰) دوچرخه‌سوار اهل اسپانیا است. وی در بازی‌های المپیک تابستانی ۱۹۹۲ شرکت کرده است.